# Långmarktjärnen (Tåsjö socken, Ångermanland)
Långmarktjärnen är en sjö i Strömsunds kommun i Ångermanland och ingår i Ångermanälvens huvudavrinningsområde.